# Regeneración (novela)
Regeneración es una novela histórica y pacifista de Pat Barker, publicada por primera vez en 1991. El libro fue nominado al Premio Booker y descrito por el New York Times Book Review como una de las cuatro mejores novelas del año.  Es la primera de tres novelas de la Trilogía Regeneración sobre la Primera Guerra Mundial, siendo las otras dos El ojo en la puerta y El camino fantasma, que ganó el Premio Booker en 1995.  Fue adaptada al cine en 1997 por el director escocés Gillies MacKinnon y protagonizada por Jonathan Pryce como Rivers, James Wilby como Sassoon y Jonny Lee Miller como Prior.  La película tuvo éxito en el Reino Unido y Canadá y recibió nominaciones a varios premios. 
La novela explora la experiencia de los oficiales del ejército británico que fueron tratados por neurosis de guerra durante la Primera Guerra Mundial en el Hospital de Guerra Craiglockhart de Edimburgo. Inspirada por la experiencia de su abuelo en la Primera Guerra Mundial, Barker se basa en gran medida en narrativas en primera persona de la época. Utilizando estas fuentes, creó personajes basados en personajes históricos presentes en el hospital, incluidos poetas y pacientes, Siegfried Sassoon y Wilfred Owen, y el psiquiatra W. H. R. Rivers, quien fue pionero en los tratamientos del trastorno de estrés postraumático durante y después de la Primera Guerra Mundial. La novela se refiere a la investigación de Rivers sobre la "regeneración nerviosa". Barker también incluye personajes de ficción, basados en la experiencia cultural más amplia de la época, incluido un oficial que creció en las clases bajas, Billy Prior, y su novia y munitionette, Sarah Lumb.
La novela es temáticamente compleja y explora el efecto de la guerra en la identidad, la masculinidad y la estructura social. Se basa ampliamente en prácticas psicológicas de la época, enfatizando la investigación de Rivers así como la psicología freudiana. A través del libro, Barker entra en una tradición particular de representar la experiencia de la Primera Guerra Mundial en la literatura: muchos críticos comparan la obra con otras novelas de la Primera Guerra Mundial, especialmente aquellas escritas por escritoras interesadas en las repercusiones internas de la guerra, incluida Rebecca West El regreso del soldado (1918) y La señora Dalloway (1925) de Virginia Woolf. Barker se basó en los textos del período que la inspiraron inicialmente y hace referencias a otras obras y eventos literarios y culturales. Dan una impresión de realismo histórico, aunque Barker tiende a refutar la afirmación de que la novela es "ficción histórica".

## Antecedentes e inspiración
Barker había apreciado durante mucho tiempo las figuras literarias en las que se inspira en la novela: leyó la poesía de la Primera Guerra Mundial de Sassoon y Owen, así como Conflict and Dream de Rivers en su juventud.  Sin embargo, Barker atribuye directamente la inspiración inmediata para Regeneración a su marido, un neurólogo familiarizado con los escritos del Dr. W. H. R. Rivers y sus experimentos con la regeneración nerviosa.  En una entrevista de 2004 con el crítico literario Rob Nixon en la revista Contemporary Literature, Barker también afirma que escribió la novela, en parte, como respuesta a cómo se estaba recibiendo su ficción anterior ella dijo:

It's not an antiwar book in the very simple sense that I was afraid it might seem at the beginning. Not that it isn't an antiwar book: it is. But you can't set up things like the Somme or Passchendaele and use them as an Aunt Sally, because nobody thinks the Somme and Passchendaele were a good idea. So in a sense what we appear to be arguing about is never ever going to be what they [the characters] are actually arguing about, which is a much deeper question of honor, I think. "Honor" is another old-fashioned word like "heroism," but it's very much a key word in the book. 

No es un libro contra la guerra en el sentido muy simple que temía que pudiera parecer al principio. No es que no sea un libro contra la guerra: lo es. Pero no puedes configurar cosas como Somme o Passchendaele y usarlas como una tía Sally, porque nadie cree que Somme y Passchendaele fueran una buena idea. Entonces, en cierto sentido, lo que parece que estamos discutiendo nunca será lo que ellos los personajes realmente están discutiendo, lo cual es una cuestión de honor mucho más profunda, creo. "Honor" es otra palabra pasada de moda como "heroísmo", pero es en gran medida una palabra clave en el libro.
Pat Barker

Otras entrevistas también enfatizan sus recuerdos de las historias de su abuelo sobre su experiencia. 

I felt I had got myself into a box where I was strongly typecast as a northern, regional, working-class, feminist—label, label, label—novelist. It's not a matter so much of objecting to the labels, but you do get to a point where people are reading the labels instead of the book. And I felt I'd got to that point. And also, I'd always wanted to write about the First World War. One of my earliest memories was of my grandfather's bayonet wound and his stories of the First World War. I knew I wanted to do that. I also knew I had to wait until I'd got a way of doing it that wasn't just a copy of what had already been done. It takes a long time to have an original idea about something which has got whole libraries devoted to it. 

Sentí que me había metido en una caja en la que me encasillaban fuertemente como una novelista norteña, regional, de clase trabajadora, feminista (etiqueta, etiqueta, etiqueta). No se trata tanto de objetar las etiquetas, pero se llega a un punto en el que la gente lee las etiquetas en lugar del libro. Y sentí que había llegado a ese punto. Y además, siempre quise escribir sobre la Primera Guerra Mundial. Uno de mis primeros recuerdos fue la herida de bayoneta de mi abuelo y sus historias de la Primera Guerra Mundial. Sabía que quería hacer eso. También sabía que tenía que esperar hasta encontrar una forma de hacerlo que no fuera sólo una copia de lo que ya se había hecho. Se necesita mucho tiempo para tener una idea original sobre algo que tiene bibliotecas enteras dedicadas a ello.
Pat Barker

En su "Nota del autor" para la novela, describe la investigación que utilizó para crear la novela y cómo se basó en varias fuentes de autores de diferentes épocas. La novela se inspira en gran medida en acontecimientos históricos. El crítico literario Greg Harris describe su uso de circunstancias históricas y materiales históricos como en gran medida "verdadero" en la medida en que las vidas de los personajes de la vida real, incluidos Wilfred Owen, Siegfried Sassoon y Robert Graves, se entrelazaron".  Además, Harris sostiene que Barker captura con precisión la situación psicológica en la que los personajes, especialmente los literarios, estaban produciendo su poesía.  La crítica literaria francesa Marie-Noëlle Provost-Vallet destaca diferentes interpretaciones erróneas y referencias culturales anacrónicas que respaldan una crítica de la novela realizada por la bloguera y crítica Esther MacCallum-Stewart.  Sin embargo, también señala que la novela evalúa con precisión otras partes del contexto histórico, como el tratamiento de los poetas de la Primera Guerra Mundial y su proceso poético. 

## Género
La novela ha sido tratada tanto como una novela de guerra así como una novela contra la guerra. En su entrevista de 2004 con el crítico Rob Nixon, Barker describe su conceptualización de ese límite:
Además, debido al estricto apego de la novela a la historia, el crítico Greg Harris describe la novela traspasando los límites entre la ficción histórica y la no ficción.  En su estudio de la novela, Karin Westman describe el acto de escribir ficción histórica como "un desafío" para Barker.  Westman señala que Barker, en ocasiones, tomó decisiones deliberadas para no preservar el realismo, cuando, por ejemplo, omite los tipos de lenguaje y humor utilizados por los soldados durante el período.  En algunas entrevistas, Barker cuestiona directamente la caracterización de la novela como una "novela histórica", sugiriendo que la Primera Guerra Mundial sustituye a otras guerras y le permite representar temas más inespecíficos relacionados con la guerra. 

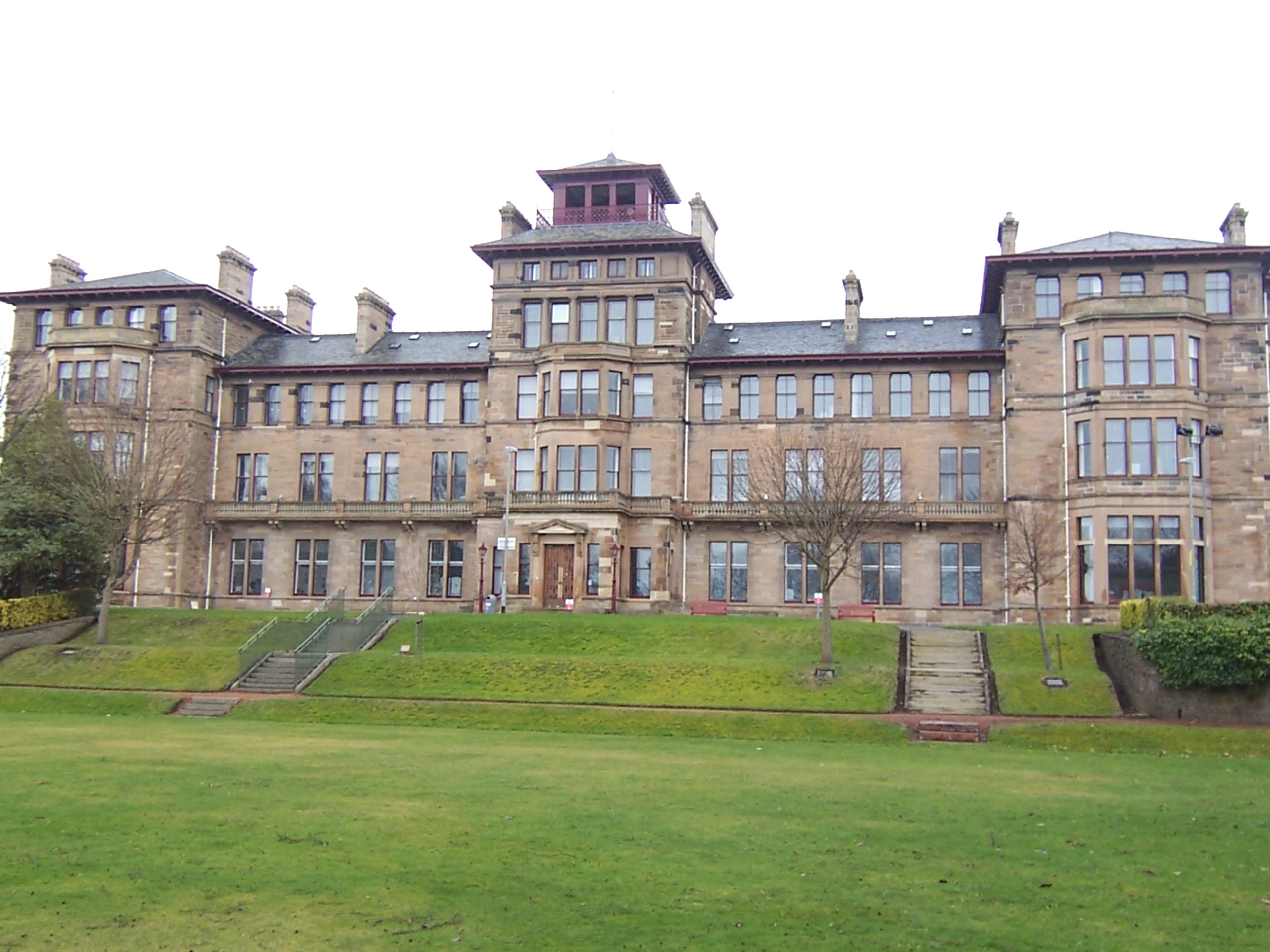
Hospital de Guerra Craiglockhart, ahora parte de la Universidad Napier de Edimburgo

## Argumento

### Parte I
La novela comienza cuando el Dr. William Rivers, psiquiatra militar en el Hospital de Guerra Craiglockhart, se entera de la declaración del poeta Siegfried Sassoon contra la continuación de la guerra. Una junta gubernamental influenciada por el amigo de Sassoon, Robert Graves, etiqueta a Sassoon como "conmocionado" y lo envía al hospital en un esfuerzo por desacreditarlo. Rivers se siente incómodo porque Sassoon ingresa a Craiglockhart, dudando de que esté en shock y sin querer albergar a un objetor de conciencia. Poco después de la llegada de Sassoon, Rivers se encuentra con él y discuten por qué Sassoon se opone a la guerra: él se opone a sus horrores, sin ninguna creencia religiosa en particular, un criterio común para los objetores de conciencia. Aunque preocupado por estos horrores, Rivers afirma su deber de devolver a Sassoon al combate. Sassoon se siente en conflicto acerca de su seguridad en Craiglockhart mientras otros mueren en el frente occidental.
Además del conflicto de Sassoon, los primeros capítulos de la novela describen el sufrimiento de otros soldados en el hospital. Anderson, un excirujano, ahora no soporta ver sangre. Atormentado por terribles alucinaciones después de ser arrojado al aire por una explosión y aterrizar de cabeza en el estómago destruido de un soldado muerto en descomposición, Burns experimenta repulsión por comer. Otro paciente, Billy Prior, sufre de mutismo y sólo escribe la comunicación con Rivers en un bloc de notas. Prior finalmente recupera la voz, pero sigue siendo un paciente difícil para Rivers al evitar cualquier discusión sobre sus recuerdos de la guerra.

### Parte II

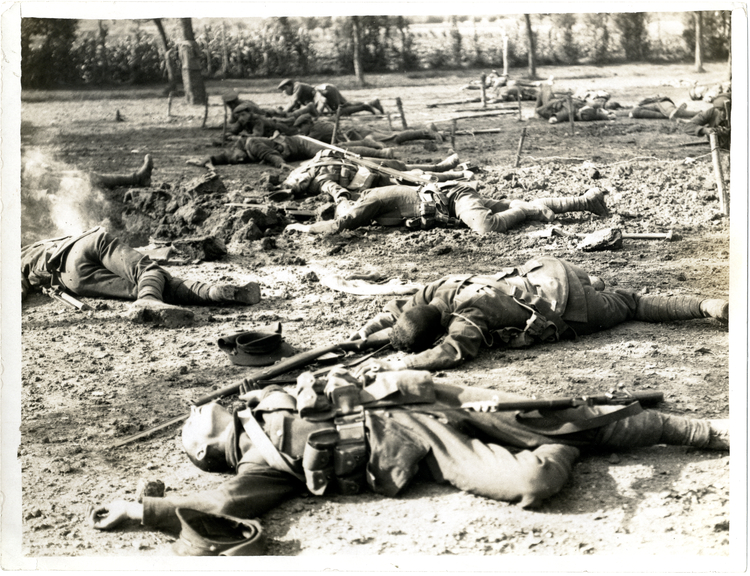
Víctimas después de una carga en Francia durante la Primera Guerra Mundial. Varios personajes describen sus experiencias traumáticas durante la batalla, y esta discusión sobre el trauma y el cuerpo destrozado causado por la guerra se vuelve temáticamente central para la novela.

Sassoon conoce al joven aspirante a poeta Wilfred Owen, quien admira la poesía de Sassoon, quien ayuda a desarrollar el poema de Owen " The Dead-Beat ". Sassoon se convierte en compañero de golf de Anderson. En un día libre, Prior va a Edimburgo y conoce a Sarah Lumb, una municionista cuyo novio murió en la batalla de Loos. Casi tienen relaciones sexuales, pero Sarah rechaza a Prior en el último minuto. Los médicos castigan a Prior por estar fuera de Craiglockhart durante demasiado tiempo y lo confinan allí durante dos semanas. Durante ese tiempo, Rivers intenta hipnotizar a Prior para ayudarlo a recuperar sus recuerdos de las trincheras.
Mientras tanto, Rivers invita a Sassoon a visitar el club de caballeros. En el almuerzo, Rivers se da cuenta de que será difícil convencer a Sassoon de que regrese a la guerra y no quiere obligarlo. Más tarde, Owen convence a Sassoon para que publique su poesía en la revista del hospital The Hydra. Durante este tiempo, Prior se encuentra con Sarah en la ciudad y le explica por qué se perdió sus reuniones. Reconciliados, toman un tren hasta la orilla del mar y caminan juntos por la playa, donde él se siente aliviado, aunque se distrae pensando en la difícil situación de sus compañeros soldados. Atrapados en una tormenta, él y Sarah tienen relaciones sexuales mientras se refugian en un arbusto. Mientras tanto, a Rivers, exhausto por el arduo trabajo de cuidar a los soldados conmocionados, sus superiores le ordenan que se vaya de vacaciones durante tres semanas lejos de Craiglockhart. La partida de Rivers resucita los sentimientos de abandono de Sassoon cuando su padre lo dejó, y se da cuenta de que Rivers ha tomado el lugar de su padre.

### Parte III

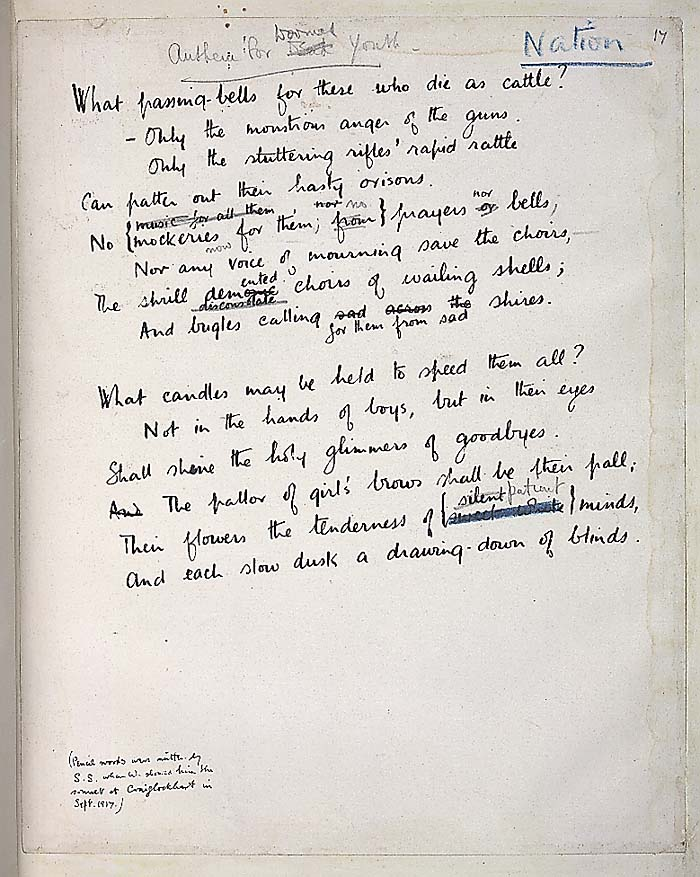
Manuscrito original del "Himno para la juventud condenada" de Owen, que muestra las revisiones de Sassoon. Barker recrea el proceso de revisión del poema en Regeneración

Mientras está lejos de Craiglockhart, Rivers asiste a la iglesia cerca de la granja de su hermano y reflexiona sobre los sacrificios de los hombres más jóvenes en la guerra por los deseos de la generación mayor. Posteriormente, el trabajo agotador en la granja de su hermano le permite una liberación catártica y una reflexión profunda sobre sus experiencias. Durante un flashback, Rivers reflexiona sobre el papel de su padre en su vida, recordando la práctica de terapia del habla de su padre tanto para él como para Charles Dodgson, quien más tarde fue conocido por su seudónimo Lewis Carroll. En Craiglockhart, Sassoon ayuda a Owen a redactar uno de sus poemas más famosos, "Himno para la juventud condenada".
Mientras tanto, Sarah acompaña a su amiga Madge a un hospital local para soldados heridos. Sarah se separa y entra en una tienda de campaña que alberga a soldados amputados. Le sorprende que la sociedad oculte a estos soldados heridos. Durante la experiencia de Sarah, Prior es examinado por una junta médica. Prior teme que sospechen que está fingiendo una enfermedad y quieran enviarlo de nuevo a la guerra. Mientras está fuera, Rivers se reúne con algunos viejos amigos, Ruth y Henry Head, quienes hablan sobre Sassoon. Rivers sugiere que Sassoon tiene la libertad de no estar de acuerdo con la guerra. Sin embargo, Rivers afirma que su trabajo es hacer que Sassoon regrese al servicio militar. Al final de su conversación, Head le ofrece a Rivers un trabajo en Londres, que Rivers no está seguro de aceptar por temor a no cumplir con sus deberes.
Burns, que desde entonces ha sido dado de alta del hospital, invita a Rivers a visitarlo en la casa de su familia en la costa de Suffolk. Rivers encuentra a Burns solo. Pasan unos días juntos. Una noche, durante una fuerte tormenta, Burns sale y sufre recuerdos de sus experiencias en la guerra de trincheras en Francia. El trauma facilita la capacidad de Burns para hablar sobre su experiencia en primera línea. La experiencia también ayuda a Rivers a decidir aceptar el trabajo en Londres y notifica a su comandante en Craiglockhart. Cuando Rivers regresa, Sassoon describe sus recientes alucinaciones de amigos muertos llamando a su puerta. Sassoon se admite culpable por no servir a la tropa y decide regresar a las trincheras. Rivers, aunque satisfecho con la decisión de Sassoon, está preocupado por lo que le pueda pasar allí.

### Parte IV
Sarah le cuenta a su madre, Ada, sobre su relación con Billy Prior. Ada regaña a su hija por tener relaciones sexuales fuera del matrimonio. Unos capítulos más tarde, Sarah descubre que otra trabajadora de municiones intentó un aborto autoinducido con una percha, pero solo se lastimó. Mientras tanto, Sassoon le cuenta a Graves su decisión de regresar a la guerra. En la misma conversación, Graves enfatiza su heterosexualidad, lo que hace que Sassoon se sienta incómodo acerca de su propia orientación sexual. Durante una sesión de asesoramiento, Sassoon habla con Rivers sobre la actitud oficial hacia la homosexualidad. Rivers teoriza que durante tiempos de guerra las autoridades son particularmente duras con la homosexualidad, queriendo distinguir claramente entre el tipo de amor "correcto" entre hombres (lealtad, hermandad, camaradería), que es beneficioso para los soldados, y el tipo "incorrecto" (atracción sexual).
Pronto, la junta médica revisa los casos de los soldados y decide sobre su aptitud para el combate. Prior recibe servicio a domicilio permanente debido a su asma. Prior se derrumba por temor a ser visto como un cobarde. Sassoon, cansado de esperar su pensión, sale del hospital para cenar con unos amigos, lo que provoca un conflicto con Rivers. Siguiendo la junta médica, Prior y Sarah se reencuentran y admiten su amor. Sassoon y Owen discuten la inminente partida de Sassoon y Owen queda profundamente afectado. Sassoon le comenta a Rivers que los sentimientos de Owen pueden ser más que una simple adoración al héroe.
Rivers pasa su último día en la clínica despidiéndose de sus pacientes, luego viaja a Londres y conoce al Dr. Lewis Yealland del Hospital Nacional, quien será su colega en su nuevo puesto. El Dr. Yealland utiliza la terapia electroconvulsiva para obligar a los pacientes a recuperarse rápidamente del shock; cree que algunos pacientes no quieren curarse y que el dolor es el mejor método de tratamiento para estos pacientes reacios. Rivers se pregunta si puede trabajar con un hombre que utiliza tales técnicas. Pronto Sassoon es liberado para el combate; Willard logra superar su parálisis psicosomática y vuelve a caminar; A Anderson se le asigna un trabajo de personal. La novela termina con Rivers completando sus notas, meditando sobre el efecto que el encuentro con Sassoon y los últimos meses han tenido en él.

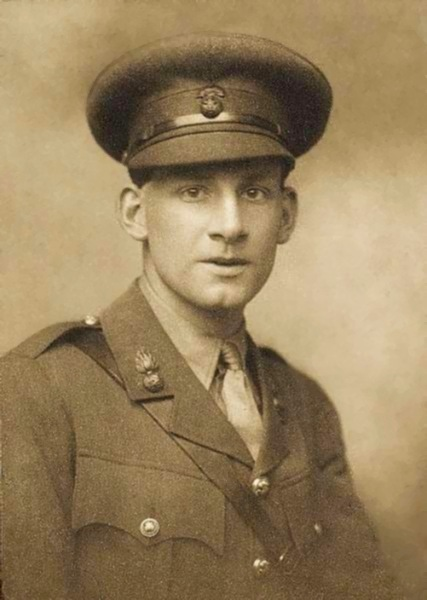
Siegfried Sassoon de George Charles Beresford (1915)

## Caracteres

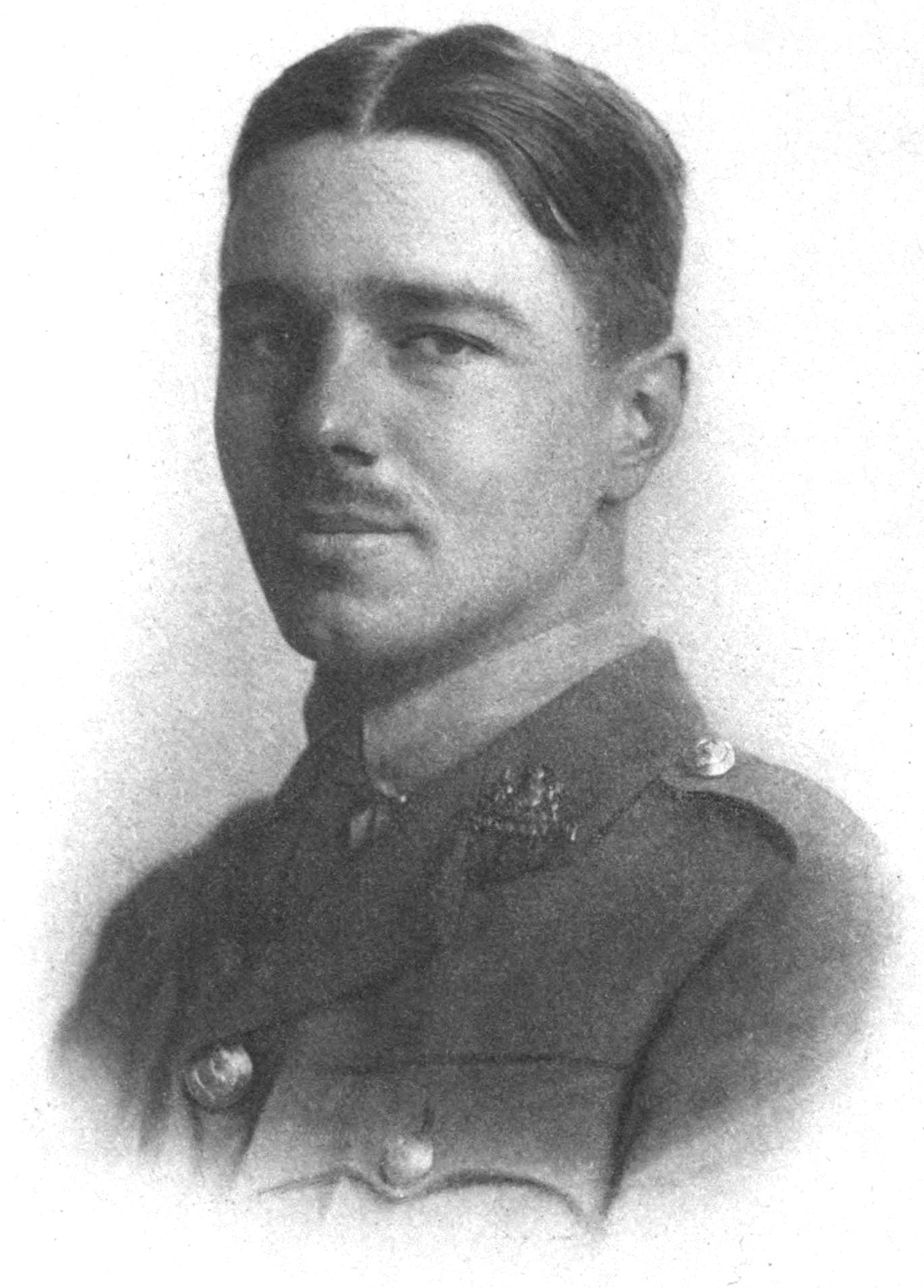
Wilfred Owen

Siegfried Sassoon - El personaje ficticio está estrechamente basado con el Sassoon real. Muchos críticos de la novela describen a Sassoon como el personaje principal.  Abandonado por su padre cuando era niño, la novela presenta a Rivers como una figura paterna para Sassoon, lo que refleja su relación histórica.  A pesar de la condecorada carrera militar de Sassoon, sus experiencias en la Primera Guerra Mundial le llevaron a publicar una declaración contra la guerra. Aunque el personaje de Regeneración finalmente regresa al frente (al igual que el histórico Sassoon), Barker lo describe como alguien profundamente ambivalente acerca de la guerra. Además, Sassoon mantuvo sentimientos ambiguos sobre su sexualidad a lo largo de su vida: aunque se casó con Hester Gatty en 1933, tuvo varias aventuras homosexuales después de la guerra.

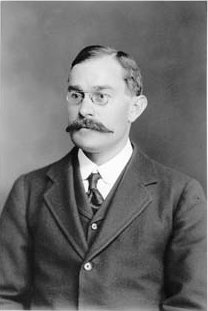
Fotografía de los ríos WHR

Dr. W. H. R. Rivers - Basado en el W. H. R.Rivers de la vida real, Rivers es un antropólogo, neurólogo y psiquiatra inglés que trabajó en el Craiglockhart War Hospital entre 1916 y 1917. Entre sus pacientes se encontraba Siegfried Sassoon, entre otras figuras literarias. Barker lo describe como el personaje principal de la novela (aunque algunos críticos enfatizan a Rivers o Sassoon).  Históricamente experimentó con tratamientos para la regeneración nerviosa con Henry Head. Esta investigación inspiró el título de la novela, así como algunos de los temas principales de la trilogía, como el trauma, las lesiones y la curación. En la interpretación de Barker, Rivers sufre a lo largo de la novela el dilema moral de tratar a los soldados para que puedan regresar a la guerra. Su enfoque contrasta con el duro trato utilizado por el Dr. Lewis Yealland. Además, a lo largo de la novela, Rivers lucha contra un tartamudeo nervioso que ha tenido desde la infancia, a pesar de que su propio padre era logopeda. En una entrevista con la periodista Wera Reusch, Barker calificó al histórico Rivers de "muy humano, una persona muy compasiva que estaba realmente atormentada por el sufrimiento que veía y muy escéptico sobre la guerra, pero al mismo tiempo sentía que no podía recorrer todo el camino y decir no: parar". 
Billy Prior – Es uno de los pocos personajes puramente ficticios del libro. Es un soldado de Craiglockhart que sufre de mutismo y asma. Según la crítica Patricia Johnson, la incapacidad de Prior para hablar resalta el tratamiento que hace la novela de la incapacidad de la cultura occidental para verbalizar la mutilación de cuerpos causada por la guerra.  Prior es un oficial de clase trabajadora que ha ascendido al rango de teniente a pesar de sus antecedentes. A caballo entre la división de clases, Prior ve que el ejército británico refleja el sistema de clases, incluso en las trincheras. Prior a menudo envidia a aquellos que no están involucrados en la experiencia de la guerra, como Sarah, su interés amoroso en la novela. A medida que se desarrolla en la Trilogía de Regeneración, las novelas revelan que Prior es bisexual. Es un hombre fundamentalmente en guerra consigo mismo: dividido entre sus raíces de clase trabajadora y su carrera militar, entre su amor oficialmente reconocido por Sarah y su atracción sexual "prohibida" hacia otros hombres, entre su padre violento y su madre inquieta, su anhelo de paz y su odio hacia los civiles que no se ven afectados por los horrores de la guerra de trincheras.
David Burns – Otro paciente del Craiglockhart War Hospital, es una versión ficticia de uno de los pacientes reales de Rivers que se describe en los estudios de caso del psicólogo. Burns no ha podido comer después de que la explosión de una bomba lo arrojara de cabeza al vientre lleno de gas de un cadáver, lo que le hizo tragar parte de la carne podrida. La crítica Patricia Johnson explica que esta encarnación de experiencias traumáticas personifica el fuerte uso que hace la novela de descripciones visuales de la guerra para ayudar al lector a reconocer los horrores de la guerra. 
Wilfred Owen – Está basado en el poeta real que murió justo antes del final de la guerra en 1918. Sus poemas publicados póstumamente aumentaron enormemente su reputación.  Es en gran medida un personaje periférico de la novela.  Barker describe a Owen como inicialmente inseguro del estándar de su propia poesía y le pide a Sassoon que lo ayude a revisarlos.  Estas versiones no revisadas de los poemas no son borradores originalmente de Owen, sino versiones de los poemas revisadas por Barker.  La sexualidad de Owen también se cuestiona, ya que Sassoon comenta que los sentimientos de Owen hacia él parecen extenderse más allá de la mera adoración al héroe.
Anderson - Es otro paciente en el hospital Craiglockhart War. Fue cirujano, pero las experiencias de guerra le han hecho imposible continuar practicando la medicina porque ahora odia ver sangre después de experimentar un colapso mental.
Sarah Lumb - Es un personaje completamente ficticio. La novia del personaje Billy Prior, es de clase trabajadora, " Geordie ", y trabaja en una fábrica de municiones en Escocia produciendo armamento para los soldados británicos. Ada Lumb, su madre, aparece brevemente y tiene una actitud endurecida hacia el amor y las relaciones.
Dr. Lewis Yealland – A diferencia de Rivers, Yealland se basa en un médico de ese nombre en el Hospital Nacional de Londres que utilizaba terapia de electrochoque para tratar a sus pacientes. Yealland es retratado como arrogante e indiferente. Él cree que las personas que se derrumban durante la guerra son "débiles" y dice que de todos modos se derrumbarían en la vida civil.
Callan - Es un paciente del Dr. Yealland que ha servido en todas las batallas importantes de la Primera Guerra Mundial. Se encuentra bajo el cuidado del Dr. Yealland después de sufrir mutismo. Callan intenta luchar contra el tratamiento de su médico, pero finalmente cede.
Robert Graves - Otro personaje de la vida real, Graves es un compañero poeta y amigo de Sassoon que ve la guerra como injusta e inmoral. Sin embargo, Graves no quiere complicarle la vida protestando. Graves considera que es su deber servir a su país independientemente de sus propias creencias morales.

## Temas principales
Debido a que Regeneración es una novela que se centra en la Primera Guerra Mundial, explora muchos de los temas comunes a la literatura escrita durante y después de la guerra, incluyendo la causa y los efectos de la guerra, los límites de ideologías como el nacionalismo y la masculinidad, y tanto los aspectos médicos como los y reacciones populares a los traumas psicológicos creados en la guerra. Los críticos han tratado cada uno de estos ampliamente. Además, debido a que gran parte del trabajo anterior de Barker era ficción histórica sobre mujeres, los críticos a menudo comentan sobre su tratamiento de las mujeres en la novela. 

### Guerra

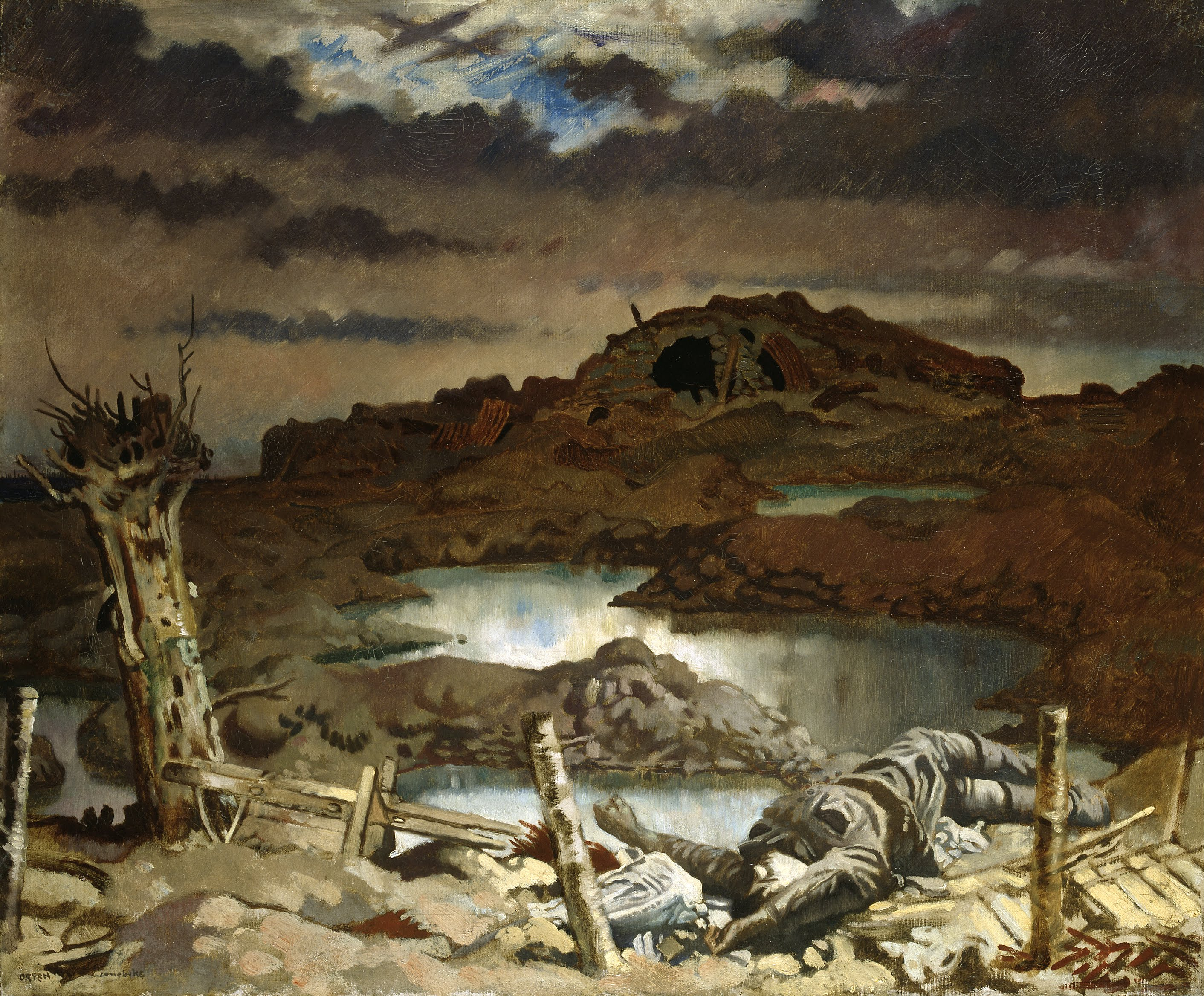
Zonnebeke, Flandes, Bélgica, 1918, Tate Gallery. El tratamiento de los soldados que presenciaron horribles escenas del campo de batalla, como la representada aquí por el artista irlandés William Orpen, es una parte central del enfoque de Regeneración.

La novela se centra ampliamente en los efectos de las pérdidas durante tiempos de guerra. Como señaló The Guardian al hablar de sus premios por The Ghost Road, la serie le dio la reputación de "La mujer que entendió la guerra".  Barker declaró en una entrevista con Wera Reusch que "la trilogía intenta contar algo sobre las partes de la guerra que no aparecen en las cuentas oficiales". Ella continuó afirmando que "Una de las cosas que me impresiona es que a los soldados les suceden dos cosas en la guerra: a) los matan o b) regresan más o menos bien. Realmente se centra en las personas que regresan", pero no regresen bien, o están físicamente discapacitadas o mentalmente traumatizadas". 
Uno de los temas centrales de la novela es cómo los combatientes perciben sus experiencias. En su artículo sobre la representación de la muerte en la novela, la crítica literaria Patricia E. Johnson describe cómo la sociedad contemporánea tiende a hacer que las víctimas y la experiencia de la guerra sean más abstractas, lo que dificulta que los no combatientes imaginen las pérdidas.  Johnson sostiene que toda la Trilogía de la Regeneración rompe los límites creados por la abstracción de la guerra y sus víctimas en la sociedad moderna porque "la mutilación y la muerte se representan de una manera que escapa a las categorías conceptuales típicas de la guerra, por lo que..."realiza" la guerra moderna reconectando el lenguaje y la sustancia material."  Al analizar específicamente la primera novela, Johnson destaca cómo el libro "emplea repetidamente la sinécdoque " para enfatizar las experiencias viscerales, al describir la carne humana eviscerada y cómo el los personajes responden a esas experiencias.  Ella describe experiencias como el horrible destripamiento de un cadáver por parte de Burns como algo que permite a los lectores comprender dos cosas: primero, que los recuerdos de los combatientes se registran en términos de su relación con personas reales, en lugar de las vagas ideas de las personas representadas en la guerra como monumentos conmemorativos; y segundo, la oposición conceptual en la cultura occidental entre la carne o partes del cuerpo y la definición social de persona. 

### Ideología
Gran parte de la novela explora los tipos de ideologías culturales, como el nacionalismo y la masculinidad, que facilitaron la guerra. Barker afirma que eligió escribir sobre la Primera Guerra Mundial "porque ha llegado a sustituir a otras guerras, como una especie de idealismo de los jóvenes de agosto de 1914 en Alemania e Inglaterra. Realmente sintieron que este era el comienzo de una mejor mundo. Y la desilusión, el horror y el dolor siguieron a eso. Creo que por eso ha llegado a representar el dolor de todas las guerras".  La crítica Kaley Joyes sostiene que opciones como la inclusión de la obra del poeta Wilfred Owen en la novela, cuya vida ha sido romantizada como "un ejemplo expresivo de las trágicas pérdidas de la guerra", resalta este interés temático en romper con la ideología común en las interpretaciones de la guerra. 

#### Masculinidad
La tensión entre los modelos tradicionales de masculinidad y las experiencias de la guerra recorre toda la novela.  El crítico Greg Harris identifica Regeneración, junto con las otras dos novelas de la trilogía, como un perfil de la experiencia no ficticia de Sassoon y otros soldados que deben lidiar con ideas de masculinidad.  Estos personajes se sienten en conflicto con un modelo de masculinidad común a Gran Bretaña durante esta época: el honor, la valentía, la fuerza mental y la confianza eran características "varoniles" privilegiadas.  Sin embargo, exploran, internamente y a través de conversaciones, lo que ese modelo significa para ellos y cómo la guerra cambia la forma en que deberían vivirla.  En una entrevista con Barker en Contemporary Literature, Rob Nixon distingue entre estas ideas de "hombría" y el concepto de masculinidad como fuente de una definición más amplia de identidad. Barker está de acuerdo con su evaluación y dice, "y lo bueno de ellos es que lo usan de manera tan inconsciente: deben haber sido la última generación de hombres que podían hablar de virilidad sin decir 'uf' por dentro". 
En su análisis de la novela, Harris describe esta "virilidad" como algo que se convierte, para los personajes de Barker, en "ideales militaristas-masculinos poco realistas". Prácticas como la represión deliberada de las emociones consumen a los personajes de la novela y crean inestabilidad psicológica, además de ser la causa de una amplia discriminación durante la guerra.  Harris destaca cómo este tratamiento temático representa fielmente cómo la cuestión de la identidad masculina afectó a Sassoon y a otros soldados conmocionados de la Primera Guerra Mundial.  Harris también describe a Barker, como autor, y a Rivers, como un innovador de la época, lo que demuestra cómo el uso de la terapia en soldados ofrece una oportunidad para dar forma y repensar este modelo de masculinidad.  La idea de reintegrar las emociones, en relación con cuestiones sobre la naturaleza de la masculinidad, es una parte importante de la novela; Barker se centra en el mismo tipo de reintegración emocional que los historiadores han identificado en los métodos reales de River para tratar a las víctimas de la guerra. 

### Psicología y trauma
El uso que hace la novela de un hospital psiquiátrico como escenario principal, junto con los tratamientos del psicólogo Rivers a los soldados y su trauma de guerra, centra gran parte del libro en los efectos psicológicos de la guerra. Al hacerlo, sigue la tradición de novelas como El regreso del soldado (1918) y La señora Dalloway (1925).  Muchos críticos se centran en este interés por los efectos del trauma. Por ejemplo, Ankhi Mukherjee describe la incapacidad de los personajes para convertir sus recuerdos en una narrativa a través de la psicoterapia.  Mukherjee describe el enfoque terapéutico de River como "autogénesis" o autocomprensión a través de la estructuración de su reacción ante experiencias traumáticas. 
Sigmund Freud tiene una influencia importante en el enfoque de la psicología de la novela,  y esta influencia tiene sus raíces en el contexto histórico de la misma, porque Rivers fue influenciado por los escritos de Freud sobre la neurosis y Sassoon escribió sobre la experiencia del psicoanálisis freudiano en su Progreso de Sherston.  Si bien Rivers no estaba de acuerdo con que la neurosis se debiera a factores sexuales, consideraba que el trabajo de Freud era de "uso práctico directo en el diagnóstico y el tratamiento".  El enfoque de Craiglockhart hacia la psicoterapia compasiva tenía sus raíces en los tratamientos freudianos de la histeria, utilizando herramientas como expresar comprensión compasiva hacia los pacientes y ayudarlos a interpretar los sueños. 

### Las mujeres y lo doméstico
Algunos críticos han escrito extensamente sobre el lugar de la mujer dentro de la novela, aunque se centra en los hombres.  En parte esto se debe a que las novelas anteriores de Barker se centran en la historia de las mujeres de la clase trabajadora.  En su complemento de la novela, Karin Westman ve la novela como una respuesta de Barker a los críticos que la estereotipan diciendo que sólo está interesada en escribir sobre mujeres.  Sin embargo, Baker ha hablado repetidamente sobre cómo esta novela se conecta con sus intereses anteriores en el feminismo.  Barker describe la novela como una voz para el frente interno y afirma que "en muchos libros sobre la guerra escritos por hombres, las mujeres son totalmente silenciadas. Los hombres se van y pelean y las mujeres se quedan en casa y lloran; básicamente, esto "Es la característica típica. Y las mujeres en la trilogía siempre son profundamente significativas, y cualquier cosa que digan en cualquier idioma que lo digan, siempre debe ser escuchada con mucha atención".  En particular, Barker está interesado en las contradicciones impuestas a las expectativas de las mujeres durante el período de guerra y su historia;  por ejemplo, señala que se espera que las mujeres en las fábricas de municiones produzcan armas para matar a miles de personas, pero se critica a una mujer que intenta abortar. 
Las perspectivas femeninas dentro de la novela son poco comunes en la ficción de guerra y brindan una sensación más amplia de las repercusiones domésticas. El crítico Ronald Paul señala que Regeneración y sus secuelas son algunas de las primeras novelas desde El regreso del soldado de Rebecca West o La señora Dalloway de Virginia Woolf que tratan sobre las repercusiones de la guerra y cuyo autor no era un soldado.  Paul describe este tipo de novelas, que tratan explícitamente los efectos domésticos del impacto de granada, como parte de la autodenominada "visión muy femenina de la guerra" de Barker. 

## Intertextualidad
La novela, al igual que sus dos secuelas, se basa en gran medida en alusiones y apropiación de textos tanto históricos como literarios. La "nota del autor" de cada novela, como señala el crítico Allistair M. Duckworth, describe explícitamente los textos históricos en los que Barker se basó al escribir esa novela.  La crítica Kaley Joyes describe gran parte de la experiencia de lectura de la novela como dependiente del conocimiento de los otros textos.  No todos los textos representados en la novela son copias exactas. Joyes destaca cómo Barker altera los poemas de Wilfred Owen para que el lector pueda presenciar cómo Owen y Sassoon los revisan en Craiglockhart.  Joyes sostiene que el uso sutil de la intertextualidad con las obras de Owen, así como con otros textos, permite a Barker involucrarse políticamente en un movimiento metatextual similar a los identificados por Linda Hutcheon en su A Poetics of Postmodernism, en el que Hutcheon describe cómo los textos ficticios pueden cuestionar la naturaleza del proceso histórico, junto con otras formas de conocimiento, a través de comentarios tanto explícitos como implícitos sobre la construcción de ese conocimiento.  Según Joyes, las revisiones de Barker "desestabilizan el privilegio de los testigos presenciales y enfatizan la accesibilidad de la narración". 
Los siguientes son algunos de los componentes intertextuales más destacados de la novela:
- Parte de la principal inspiración de Barker para la novela son los relatos del tiempo que Sassoon pasó en Craiglockhart, como lo describe Rivers en su libro Conflict and Dreams. Para dar anonimato a Sassoon Rivers se refiere a él como "Paciente B".
- Sassoon se refiere a los escritos de Edward Carpenter sobre sexualidad The Intermediate Sex, y se da a entender que Sassoon es homosexual porque afirma que tales obras lo hacían sentir normal acerca de su sexualidad. [27]
- Las mujeres del bar, incluida Sarah Lumb, están basadas en personajes de una escena de The Wasteland de T. S. Eliot. [28]
- Prior lee uno de los estudios antropológicos de River The Todas. [29]
- Owen y Sassoon hablan con frecuencia sobre la publicación interna de Craiglockhart, The Hydra, que publicó algunos de sus poemas.
- En el texto se encuentran varios poemas de Wilfred Owen. Se muestra a Owen y Sassoon trabajando juntos en el famoso poema del primero, "Anthem for Doomed Youth". Barker también revisa "The Dead-Beat" de Owen, además de utilizar "The Parable of the Old Man and the Young" y "Disabled", pero, según la crítica Kaley Joyes, lo hace "sin llamar la atención sobre sus acciones intertextuales". " [30] Según Joyes, Barker describe el de Owen, como tan a menudo recibido, como un "estatus icónico como ejemplo expresivo de las trágicas pérdidas de la guerra". [30] Joyes postula que los usos sutiles de Barkers de algunos de los poemas de Owen pueden ser un intento de eludir el "mito preexistente" sobre él y su obra. [30]
- Rivers se refiere a la amistad de Sassoon con Robbie Ross
- El crítico literario Alistair M. Duckworth describe la novela basándose en narrativas y elementos temáticos que se encuentran tanto en Goodbye to All That (1929) de Robert Graves como en Undertones of War (1928) de Edmund Blunden.[26]

## Recepción y ventas
El 5 de noviembre de 2019, BBC News incluyó a Regeneración en su lista de las 100 novelas más influyentes.  Según la crítica académica Karin Westman, Regeneración fue "bien recibida por los críticos tanto en el Reino Unido como en Estados Unidos".  Más allá de los frecuentes elogios, los puntos principales discutidos a menudo se relacionaban con la veracidad de la descripción que hace Barker del período de la guerra y sobre su papel como escritora, junto con las conexiones de este trabajo con sus novelas anteriores.  Westman sostiene que muchos de estos críticos juzgaron el trabajo de Barker por "contenido más que por estilo", de modo que este trabajo le permitió romper con su clasificación anterior como feminista regional de clase trabajadora hacia el "canon (masculino) de la literatura británica".  La novela fue una de las "mejores novelas de 1992", según el New York Times.  
En un escrito de 2001, Westman describe que el libro se vendió bien en los diez años transcurridos desde su publicación.  También señala que su éxito probablemente se debió a un mayor interés en el "recuerdo" de la Gran Guerra, el éxito de las novelas posteriores de la trilogía y su atractivo para una amplia variedad de lectores.  Posteriormente, la adaptación cinematográfica de 1997 también triunfó en el Reino Unido y Canadá recibiendo varios premios.  Sin embargo, la película no tuvo éxito en los Estados Unidos y Westman lo atribuye a un mal momento y a una pequeña distribución. 

### Trabajos citados
- Duckworth, Alistair M. (2004). «Two Borrowings in Pat Barker's Regeneration». Journal of Modern Literature 27 (2): 63-67. ISSN 1529-1464. S2CID 161350419. doi:10.1353/jml.2004.0072.
- Harris, Greg (1998). «Compulsory Masculinity, Britain, and the Great War: The Literary Historical Work of Pat Barker». Critique 39 (4): 290-304. ISSN 0011-1619. doi:10.1080/00111619809599537.
- Johnson, Patricia E. (2005). «Embodying Losses in Pat Barker's Regeneration Trilogy». Critique: Studies in Contemporary Fiction 46 (4): 307-319. S2CID 162918390. doi:10.3200/CRIT.46.4.307-319.
- Joyes, Kaley (2009). «Regenerating Wilfred Owen: Pat Barker's revisions». Mosaic 42 (3): 169-83. ISSN 0027-1276.
- Mukherjeea, Ankhi (2001). «Stammering to Story: Neurosis and Narration in Pat Barker's Regeneration». Critique: Studies in Contemporary Fiction 43 (1): 49-62. S2CID 145071817. doi:10.1080/00111610109602171.
- Paul, Ronald (2005). «In Pastoral Fields: The Regeneration Trilogy and Classic First World War Fiction».  En Sharon Monteith; Margaretta Jolly; Nahem Yousaf et al., eds. Critical Perspectives on Pat Barker. Critical Perspectives on Pat Barker. pp. 147–61. ISBN 1-57003-570-9.
- Provost-Vallet, Marie-Noëlle. «Ghosts in Craiglockhart: Sassoon's textual presence in Pat Barker's Regeneration». Art of War and Peace 1 (1). (enlace roto disponible en Internet Archive; véase el historial, la primera versión y la última).
- Westman, Karin (12 de septiembre de 2001). Pat Barker's Regeneration. Continuum Compemporaries. ISBN 0-8264-5230-2. (requiere registro).

## Otras lecturas
- Barrett, Michèle (2012). «Pat Barker's Regeneration Trilogy and the Freudianization of Shell Shock». Contemporary Literature 53 (2): 237-260. ISSN 1548-9949. S2CID 162296966. doi:10.1353/cli.2012.0016.
- Meacham, Jessica (2012). «War, Policing and Surveillance: Pat Barker and the Secret State».  En Adam Piette; Mark Rawlinson, eds. The Edinburgh Companion to Twentieth-century British and American War Literature. Edinburgh University Press. pp. 285-293. ISBN 978-0-7486-3874-1.
- Shaddock, Jennifer (Fall 2006). «Dreams of Melanesia: Masculinity and the Exorcism of War in Pat Barker's The Ghost Road». MFS Modern Fiction Studies 52 (3): 656-674. S2CID 162277705. doi:10.1353/mfs.2006.0074.